# Labicymbium auctum
Labicymbium auctum là một loài nhện trong họ Linyphiidae. Loài này được phát hiện ở Colombia.